# Distrito electoral federal 4 de Tabasco
El Distrito Electoral Federal 4 de Tabasco es uno de los 300 distritos electorales uninominales en los que se encuentra dividido el territorio de México, que a su vez conforman 5 circunscripciones plurinominales; y uno de los 6 distritos electorales federales en los que se divide el estado de Tabasco.
A través de cada distrito electoral uninominal se elige, cada 3 años, una diputada o un diputado por el principio de Mayoría Relativa para integrar la Cámara de Diputados, que junto con el Senado forman el Congreso de la Unión.

## Distritación actual
El Distrito Electoral 4 de Tabasco está integrado por el municipio de Centro, Tabasco. Su cabecera es la ciudad de Villahermosa.

## Diputados por el distrito
| Diputado | Partido por el que fue electo (a)                                                                               | Grupo Parlamentario                  | Legislatura        | Periodo                                        | Cabecera Distrital |
| --- | --- | ------------------------------------ | ------------------ | ---------------------------------------------- | ------------------ |
| Augusto Hernández Olive | Partido Laborista Mexicano                                                                                      | Partido Laborista Mexicano           | XXXIII Legislatura | 1 de septiembre de 1928 - 31 de agosto de 1930 | Villahermosa       |
| A partir de la siguiente legislatura sólo se eligieron 2 y 3 diputados federales por Tabasco, volviendo a elegirse Diputado por el Distrito 4 hasta 1979 | |                                      |                    |                                                |                    |
| Humberto Hernández Hadad | Partido Revolucionario Institucional                                                                            | Partido Revolucionario Institucional | LI Legislatura     | 1 de septiembre de 1979 - 31 de agosto de 1982 | Comalcalco         |
| Manuel Llergo Heredia | Partido Revolucionario Institucional                                                                            | Partido Revolucionario Institucional | LII Legislatura    | 1 de septiembre de 1982 - 31 de agosto de 1985 | Comalcalco         |
| José Eduardo Beltrán Hernández | Partido Revolucionario Institucional                                                                            | Partido Revolucionario Institucional | LIII Legislatura   | 1 de septiembre de 1985 - 31 de agosto de 1988 | Comalcalco         |
| Víctor León Ramos Zoila | Partido Revolucionario Institucional                                                                            | Partido Revolucionario Institucional | LIV Legislatura    | 1 de septiembre de 1988 - 31 de agosto de 1991 | Comalcalco         |
| Jesús Madrazo Martínez de Escobar | Partido Revolucionario Institucional                                                                            | Partido Revolucionario Institucional | LV Legislatura     | 1 de septiembre de 1991 - 31 de agosto de 1994 | Comalcalco         |
| Francisco Peralta Burelo | Partido Revolucionario Institucional                                                                            | Partido Revolucionario Institucional | LVI Legislatura    | 1 de septiembre de 1994 - 31 de agosto de 1997 | Comalcalco         |
| Francisco Alberto Rabelo Cupido | Partido Revolucionario Institucional                                                                            | Partido Revolucionario Institucional | LVII Legislatura   | 1 de septiembre de 1997 - 31 de agosto de 2000 | Villahermosa       |
| Rosalinda López Hernández | Partido Revolucionario Institucional                                                                            | Partido Revolucionario Institucional | LVIII Legislatura  | 1 de septiembre de 2000 - 31 de agosto de 2003 | Villahermosa       |
| Eugenio Mier y Concha Campos | Partido Revolucionario Institucional                                                                            | Partido Revolucionario Institucional | LIX Legislatura    | 1 de septiembre de 2003 - 31 de agosto de 2006 | Villahermosa       |
| Fernando Mayans Canabal | Coalición por el Bien de Todos Partido de la Revolución Democrática Partido del Trabajo Movimiento Ciudadano    | Partido de la Revolución Democrática | LX Legislatura     | 1 de septiembre de 2006 - 31 de agosto de 2009 | Villahermosa       |
| Adán Augusto López Hernández | Partido de la Revolución Democrática                                                                            | Partido de la Revolución Democrática | LXI Legislatura    | 1 de septiembre de 2009 - 31 de agosto de 2012 | Villahermosa       |
| Gerardo Gaudiano Rovirosa | Coalición Movimiento Progresista Partido de la Revolución Democrática Partido del Trabajo Movimiento Ciudadano  | Partido de la Revolución Democrática | LXII Legislatura   | 1 de septiembre de 2012 - 31 de agosto de 2015 | Villahermosa       |
| Liliana Ivette Madrigal Méndez | Partido Revolucionario Institucional                                                                            | Partido Revolucionario Institucional | LXIII Legislatura  | 1 de septiembre de 2015 - 31 de agosto de 2018 | Villahermosa       |
| Manuel Rodríguez González | Coalición Juntos Haremos Historia Movimiento Regeneración Nacional Partido del Trabajo Partido Encuentro Social | Movimiento Regeneración Nacional     | LXIV Legislatura   | 1 de septiembre de 2018 - 31 de agosto de 2021 | Villahermosa       |
| Manuel Rodríguez González | Movimiento Regeneración Nacional                                                                                | Movimiento Regeneración Nacional     | LXV Legislatura    | 1 de septiembre de 2021 - 31 de agosto de 2024 | Villahermosa       |

## Resultado Electorales

### Elecciones federales de 2021
|  | 2.64 % |

|  | 1.93 % |

|  | 2.18 % |

|  | 63.19 % |

|  | 1.45 % |

|  | 1.31 % |

|  | 2.26 % |

|  | 21.91 % |

|  | 0.07 % |

|  | 3.03 % |

|  | 100.0 % |

### Elecciones federales de 2018
|  | 7.61 % |

|  | 2.24 % |

|  | 1.46 % |

|  | 6.90 % |

|  | 79.17 % |

|  | 0.05 % |

|  | 2.53 % |

|  | 100.0 % |

### Elecciones federales de 2015
|  | 3.07 % |

|  | 24.70 % |

|  | 20.97 % |

|  | 15.58 % |

|  | 3.26 % |

|  | 2.23 % |

|  | 19.22 % |

|  | 1.31 % |

|  | 4.60 % |

|  | 0.10 % |

|  | 4.92 % |

|  | 100.0 % |

### Elecciones federales de 2012
|  | 4.40 % |

|  | 30.07 % |

|  | 61.04 % |

|  | 1.67 % |

|  | 0.03 % |

|  | 2.78 % |

|  | 100.0 % |

### Elecciones federales de 2009
|  | 10.17 % |

|  | 31.65 % |

|  | 38.53 % |

|  | 8.07 % |

|  | 2.51 % |

|  | 0.97 % |

|  | 2.60 % |

|  | 0.13 % |

|  | 5.35 % |

|  | 100.0 % |

### Elecciones federales de 2006
|  | 5.53 % |

|  | 39.19 % |

|  | 50.99 % |

|  | 1.96 % |

|  | 0.67 % |

|  | 0.09 % |

|  | 1.53 % |

|  | 100.0 % |